# Jean-François Fahy
Pour les articles homonymes, voir Fahy.
Jean-François Fahy est un homme politique français né le 18 septembre 1764 à Saint-Flour (Cantal) et mort le 7 février 1832 à Saint-Flour (Cantal).

## Biographie
Secrétaire-adjoint du bureau intermédiaire en 1788 à Saint-Flour, il devient secrétaire général du district, puis commissaire du gouvernement près l'administration centrale du département. Premier adjoint au maire de Saint-Flour sous le Consulat, puis juge de paix, il est conseiller d'arrondissement et député du Cantal en 1815, pendant les Cent-Jours.

## Sources
- « Jean-François Fahy », dans Adolphe Robert et Gaston Cougny, Dictionnaire des parlementaires français, Edgar Bourloton, 1889-1891 [détail de l’édition]